# Río Montosa
El río Montosa es un curso natural de agua en la Región de Atacama que nace de la laguna Homónima en la cordillera y fluye hacia el noroeste para vaciarse en la ribera sur del  río Pulido de la cuenca del río Copiapó.

## Caudal y régimen
Luis Risopatrón da su caudal como de entre 100 l/s hasta 200 l/s.: 696 

## Historia
Luis Risopatrón lo describe brevemente en su Diccionario Jeográfico de Chile:: 696 
Montosa (Río de). Nace en las faldas W del cordón limitaneo con la Arjentina, lleva 100 a 200 litros de agua por segundo i afluye en la margen S del curso inferior del río Pulido. en las juntas de Montosa.

## Población, economía y ecología
Desembocan poco antes de los baños de Montosa.